# Illurma
Illurma – wieś w Estonii, w prowincji Harju, w gminie Keila.